# Новомустафино (Бураєвський район)
Новомуста́фино (рос. Новомустафино, башк. Яңы Мостафа) — присілок у складі Бураєвського району Башкортостану, Росія. Входить до складу Азяковської сільської ради.
Населення — 112 осіб (2010; 137 у 2002).
Національний склад:
- башкири — 98 %